# بایو

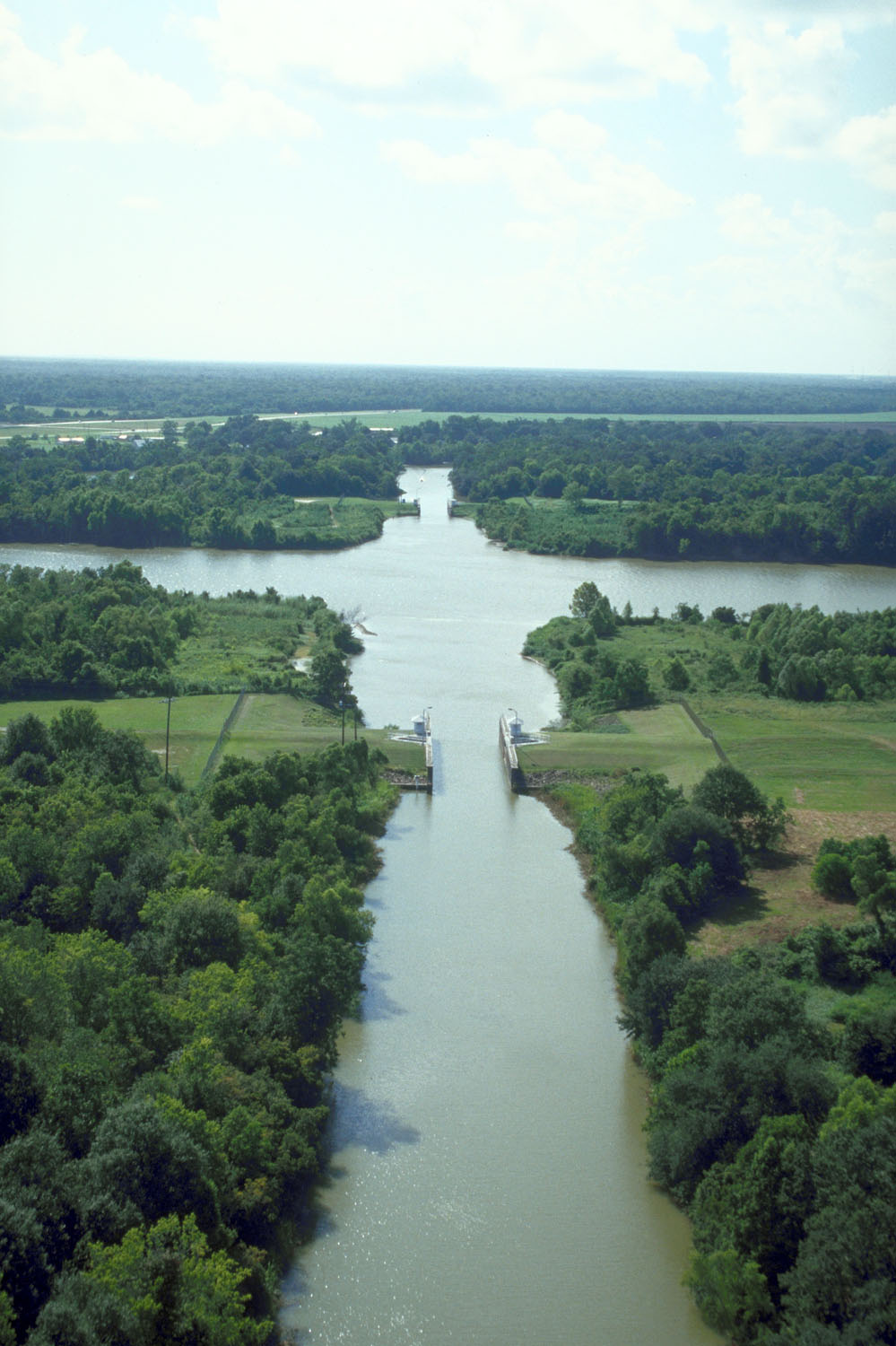
نوعی بایو

بایو (انگلیسی: bayou) خلیج کوچک مردابی یا انشعاب رودخانه یا دریاچه‌است که در منطقه‌ای مسطحی به وجود می‌آید، بایوها به علت سیلاب‌ها، چکه رودخانه و فقدان زه کشی، مردابی باقی می‌مانند.